# Jaime Enrique Aymara
Jaime Enrique Aymara Reinoso (Quito, 24 de junio de 1968) es un cantante, actor y político ecuatoriano, cantante y compositor de tecnocumbia, bachata, pasillo, bomba, bolero, guayno, rockola, merengue, pop-flamenco, cumbia, pop, balada, salsa, vallenato, reguetón y vals. La letra de sus canciones son basadas en historias reales de pueblo, en su país es conocido como "El ídolo del Ecuador" y "El ídolo de las Quinceañeras", además de ser muy solicitado en los conciertos latinos realizados en el extranjero ya que es muy conocido por los emigrantes ecuatorianos.

## Biografía
Nació en la ciudad de Quito, capital de Ecuador, en el barrio San Roque el 24 de junio de 1968. Formó parte del coro de su escuela República de Chile y colegio San Pedro Pascual. En 1989 abandona sus estudios en la Universidad Central del Ecuador después de haber cursado 2 años en la Facultad de Odontología para dedicarse de lleno a la música. A los 17 años de edad, viajó de su natal Quito a Guayaquil, para participar en un concurso de canto, en el programa Chispazos de TC Televisión, quedando en tercer lugar. Es el fundador de la "Dinastía Aymara" junto a sus hermanos Azucena, Gustavo, Tamara, Marlon y Gus. Jaime Enrique tiene un hijo y una hija.

### Carrera
Inicia su carrera profesional en 1989 a la edad de 21 años y graba el tema musical Mi Linda Muchachita, con el que recorre el país con gran acogida. En el programa de radio del locutor Armando Heredia fue anunciado por este como "el ídolo de las quiceañeras", por lo que se lo conoce así desde entonces. A lo largo de su carrera ha interpretado sus temas con los géneros musicales del pasillo, bolero, vals, bomba y cumbia hasta que en 2000 alcanza la popularidad nacional e internacional con su disco musical a ritmo de tecnocumbia titulado Dime como se olvida. Al año siguiente su trabajo discográfico consistió en el disco Lágrimas de hombre, extendiendo su producción hacia el año 2002 con el tema Así es el Amor del CD Ya no quiero llorar que le valió el reconocimiento en los medios latinos de radio en Europa a mejor disco del año. Ese mismo año fue nombrado por la revista Vistazo como uno de los hombres más sexy del Ecuador. En 2003 ganó el premio a mejor intérprete tropical masculino en los Premios Lo Nuestro que entregó revista La Onda y TC Televisión, con su trabajo audiovisual, Que la Detengan que contiene material reconocido con un mix de todos sus éxitos y temas nuevos que incluyen el Pop-Flamenco.
En 2004, produce un material discográfico con ritmos tropicales, titulado Tarjetita de Invitación. En 2005 gana mayor aceptación de la colonia ecuatoriana residente en Europa, lo que lo lleva a realizar diversos espectáculos en Alemania, Suiza, Inglaterra, España, Italia, Francia, Bélgica y siendo el primer artista ecuatoriano en llegar a Suecia. También realizó giras en Estados Unidos, Canadá, Perú y Colombia con éxito y regresando con nuevo material discográfico con temas de reguetón, titulado Mis Mejores 20 Éxitos el cual grabó en Europa. Desde el 5 de julio de ese mismo año se mantuvo muy activo otra nueva discografía con el nombre de Corazón de Piedra, llevándolo a interpretar sus clásicos y nuevos ritmos de tecnocumbia, boleros, reguetón, entre otros.
En 2007 participó en el reality Bailando por un sueño de Gamavisión donde ganó el tercer lugar. Gracias a la fama que obtuvo a nivel nacional por el reality, decidió sacar al mercado ecuatoriano un perfume con fragancia masculina y femenina, a los cuales llamó respectivamente "Jaime Enrique Aymara" y "Gaby". Más tarde en ese mismo año lanzó un material discográfico a ritmo de salsa y bolero titulado Mi Historia Musical. También incursionó en la actuación para series y dramatizados como Pasado y Confeso, De La Vida Real, Las Zuquillo, Acolítame, Mostro de Amor, Puro Teatro y participó en la película Zuquillo Exprés.
Tuvo un papel protagónico como José, novio de Juliana, interpretado por la cantante de tecnocumbia Hipatia Balseca, en un filme de Carlos Piñeiros titulado Desde Abajo, que se estrenó en abril de 2009. El 30 de octubre realizó junto al grupo de rock quiteño, Estación Zero una versión reeditada con fusiones de rock y cumbia del tema, El Arbolito en homenaje al grupo peruano argentino Néctar, que en el 2007 fallecieron en un accidente automovilístico. La idea de la fusión de géneros fue propuesta por Hugo Albuja, vocalista de Estación Zero, y fue grabada por Juan Manuel Jácome, integrante de la banda TercerMundo.
En septiembre de 2011 lanzó un nuevo material musical titulado Te eché al olvido y es contratado como presentador de un nuevo programa matutino llamado Cinco minutos más de TV Canela, junto a Katty Egas la exintegrante del grupo de tecnocumbia Tierra Canela.
En 2012 tiene un nuevo material titulado Mala Mujer con temas jocosos como El Cholero 2. También fue contratado como juez junto a Karla Kanora y Diego Spotorno para el reality Ecuador Tiene Talento, debido a su trayectoria y experiencia en el medio.

## Discografía

### Fonogramas
| Año  | Título | Título | Título                                                                                  | Título                                                                          |
| ---- | --- | --- | --------------------------------------------------------------------------------------- | ------------------------------------------------------------------------------- |
| 1989 | Mi Linda Muchachita | |                                                                                         |                                                                                 |
|      | | |                                                                                         |                                                                                 |
| 1997 | Vol. 3 | Vol. 3 | Vol. 3                                                                                  | Vol. 3                                                                          |
| 1997 | - Melina - Cómo te voy a Olvidar - Confundido - Mi Reina                                                                      | - Vendaval - Triste y Sólo - Eres todo para Mí - Carta Maldita                                                            | - De Cantina en Cantina - El Picaflor - Adiós mundo Cruel - Ya nada te Queda            | - Te juro que te Amo - Llora Corazón - María María                              |
|      | | |                                                                                         |                                                                                 |
| 1999 | Vol. 5 | Vol. 5 | Vol. 5                                                                                  | Vol. 5                                                                          |
| 1999 | - Corazón Traidor/Dos Cervezas - Pena Penita - Separados Por Qué? - Amor con Amor se Paga - Te pido que Vuelvas/Vagabundo Soy | - La Distancia/Cenizas - Baila Baila Negra - Tabacundeña/Ñatita - Las Estrellas/Anita - Ecuador y Colombia/Por qué te vas | - Buscando un Amor - Bella Flor - Zeneida/El Bandido - No quiero Llanto - Tan sólo      | - Mosaico Tex-Mex: Borrachito/La Vecina/No puedo Olvidarte                      |
|      | | |                                                                                         |                                                                                 |
| 2000 | Dime como se olvida | Dime como se olvida | Dime como se olvida                                                                     | Dime como se olvida                                                             |
| 2000 | - Dime cómo se Olvida - Siempre Pierdo en el Amor                                                                             | - Corazón Sufrido | - Basta Ya mi Amor                                                                      | - Salvemos Nuestro Amor                                                         |
|      | | |                                                                                         |                                                                                 |
| 2001 | Lágrimas de hombre | Lágrimas de hombre | Lágrimas de hombre                                                                      | Lágrimas de hombre                                                              |
| 2001 | - Lágrimas de Hombre - Olvidarte Jamás - Aprendiendo a Vivir                                                                  | - Tu partida - No comprendí tu Amor - Te Extraño                                                                          | - Juraré no Amarte más - Maldito Corazón - Brindo por Ella                              | - Cenizas de Amor                                                               |
|      | | |                                                                                         |                                                                                 |
| 2002 | Ya no quiero llorar | Ya no quiero llorar | Ya no quiero llorar                                                                     | Ya no quiero llorar                                                             |
| 2002 | - Ya no quiero Llorar - Penumbras - Hoy he ganado en el Amor                                                                  | - Así es el Amor - Amor Ausente - Carta Final                                                                             | - Amor Incomparable - Tengo que Olvidarte - No voy a llorar por Ti                      | - Qué puedo hacer - El Día de mi Muerte - Ay Corazón                            |
|      | | |                                                                                         |                                                                                 |
| 2003 | Que la Detengan | |                                                                                         |                                                                                 |
|      | | |                                                                                         |                                                                                 |
| 2004 | Tarjetita de invitación | Tarjetita de invitación                                                                                                   | Tarjetita de invitación                                                                 | Tarjetita de invitación                                                         |
| 2004 | - Tarjetita de Invitación | - Ay Pobre Amor | - No te Vayas                                                                           | - Pagando La Cuenta                                                             |
|      | | |                                                                                         |                                                                                 |
| 2005 | Mis mejores 20 éxitos | Mis mejores 20 éxitos | Mis mejores 20 éxitos                                                                   | Mis mejores 20 éxitos                                                           |
| 2005 | - Así es el Amor - Tarjetita de Invitación - Sólo estoy tomando - Qué puedo hacer - Lágrimas de Hombre                        | - Ay pobre Amor - Maldito Corazón - Dime cómo se olvida - Pagando la Cuenta - Siempre pierdo en el Amor                   | - Angustia - Basta ya mi Amor - Ya no quiero llorar - Mil Amores - No te vayas          | - Corazón Sufrido - Atrévete - No vuelvas a Mí - Cuánto Daría - El último Adiós |
| 2005 | DVD El Rey de la tecnocumbia                                                                                                  | |                                                                                         |                                                                                 |
| 2005 | - Presentación - Tarjetita de Invitación - Basta ya mi Amor - Lágrimas de Amor                                                | - Mil Amores - Ay pobre Amor - Mi corazón Sufrido - Así es el Amor                                                        | - Que la Detengan - Siempre pierdo en el Amor - Mix: Triste y Sólo/Angustia/No te vayas | - Sólo estoy Tomando - Ya no Quiero Llora                                       |
|      | | |                                                                                         |                                                                                 |
| 2007 | Mi Historia Musical | Mi Historia Musical | Mi Historia Musical                                                                     | Mi Historia Musical                                                             |
| 2007 | - Soy soltero | - En vida | - Que importa mi amor                                                                   | - La botella                                                                    |
|      | | |                                                                                         |                                                                                 |
| 2011 | Te eché al olvido | Te eché al olvido | Te eché al olvido                                                                       | Te eché al olvido                                                               |
| 2011 | - Te eché al olvido | - Motor y motivo | - Corazón sufrido                                                                       | - Pensando en ti                                                                |
|      | | |                                                                                         |                                                                                 |
| 2012 | Mala mujer | Mala mujer | Mala mujer                                                                              | Mala mujer                                                                      |
|      | | |                                                                                         |                                                                                 |
| ???? | De Todo Para Todos | De Todo Para Todos | De Todo Para Todos                                                                      | De Todo Para Todos                                                              |
|      | | |                                                                                         |                                                                                 |
| ???? | Yo Soy Jaime Enrique Aymara                                                                                                   | Yo Soy Jaime Enrique Aymara                                                                                               | Yo Soy Jaime Enrique Aymara                                                             | Yo Soy Jaime Enrique Aymara                                                     |
|      | | |                                                                                         |                                                                                 |
| ???? | Corazón equivocado | Corazón equivocado | Corazón equivocado                                                                      | Corazón equivocado                                                              |
|      | | |                                                                                         |                                                                                 |
| ???? | Las cumbias más lindas del mundo                                                                                              | Las cumbias más lindas del mundo                                                                                          | Las cumbias más lindas del mundo                                                        | Las cumbias más lindas del mundo                                                |
| ???? | - Caminito Serrano - Tu Amor fue una Mentira - Amor y Llanto                                                                  | - Los Celos (La Tuza) - El Muñeco de la Ciudad - Sin Alma y Sin Corazón                                                   | - Sal y Agua - Ella Es, Tu Fuiste - Lágrimas de Amor                                    | - Corazón Valiente - Te lo Juro Yo - Nadie como Tu                              |

### Videogramas
| Año  | Título                                                                                         | Título | Título                                                                                                  | Título                                                                                                 |
| ---- | ---------------------------------------------------------------------------------------------- | --- | --- | --- |
| 2005 | Corazón de Piedra                                                                              | Corazón de Piedra                                                                                              | Corazón de Piedra                                                                                       | Corazón de Piedra                                                                                      |
| 2005 | - Corazón de Piedra - Perdóname - El Triste - Vagabundo, Borracho, Loco - Por tu Amor - Mátame | - El Cholero - Falsa Mujer - Vienes y te Vas - Trato de Olvidarte - A nadie más Amarás - Tomaré para Olvidarte | - El Guardaespaldas - Más que tu Amigo - Hasta Cuando - Gallito Feliz - Nadie es Eterno - El Cigarrillo | - La Indiferencia - Nuestro Juramento - Mix: La Canción de los Andes/Collar de Lágrimas/El Provinciano |
| 2005 | DVD Jaime Enrique Aymara                                                                       | | | |
| 2005 | - Corazón de Piedra - Tarjetita de Invitación - El Cigarrillo                                  | - Hasta cuando - El Choclero - Ay pobre Amor                                                                   | - Siempre pierdo en el Amor - Vagabundo, Borracho, Loco - Lágrimas de Amor                              | - Así es el Amor - Que la detengan - Mix: Triste y Solo/Ya no quiero llorar/Aunque nos digan Amantes   |
|      |                                                                                                | | | |
| 2011 | Motor y Motivo                                                                                 | Motor y Motivo                                                                                                 | Motor y Motivo                                                                                          | Motor y Motivo                                                                                         |
| 2011 | - Motor y Motivo - Adiós Amor - Y Volar - Con un Vaso de Cerveza                               | - Embrujo - Pensando en Ti - Corazón Equivocado - Te Extraño                                                   | - Mix Te Quiero Manabí - Mi Desventura - Caraway - Paloma Ajena                                         | - Mix éxitos                                                                                           |

## Filmografía

### Televisión
- (2010) Mostro de Amor - Rigoberto Guaranda "Lagartito"

### Cine
| Año  | Película        | Papel            |
| ---- | --------------- | ---------------- |
| 2010 | Zuquillo Exprés | Ahijado de Meche |
| 2009 | Desde Abajo     | José             |